# مرد (فیلم ۱۳۵۱)
مرد، فیلمی به کارگردانی مهدی ژورک و نویسندگی سیروس الوند محصول سال ۱۳۵۱ است.

## خلاصه داستان
عادل (ناصر ملک مطیعی) پس از آزادی از زندان به دیدن دوستش داوود (بهمن مفید) می‌رود؛ اما او را معتاد و دائم‌الخمر می‌یابد...

## بازیگران
- ناصر ملک مطیعی(عادل)
- بهمن مفید(داوود)
- حسین گیل(تیمور)
- عزت‌الله رمضانی‌فر(اصغر)
- رؤیا جلالی(صفا)
- فرنگیس فروهر(لیلا)
- سیمین علی‌زاده(رقاصه)